# Maciej Ustynowicz

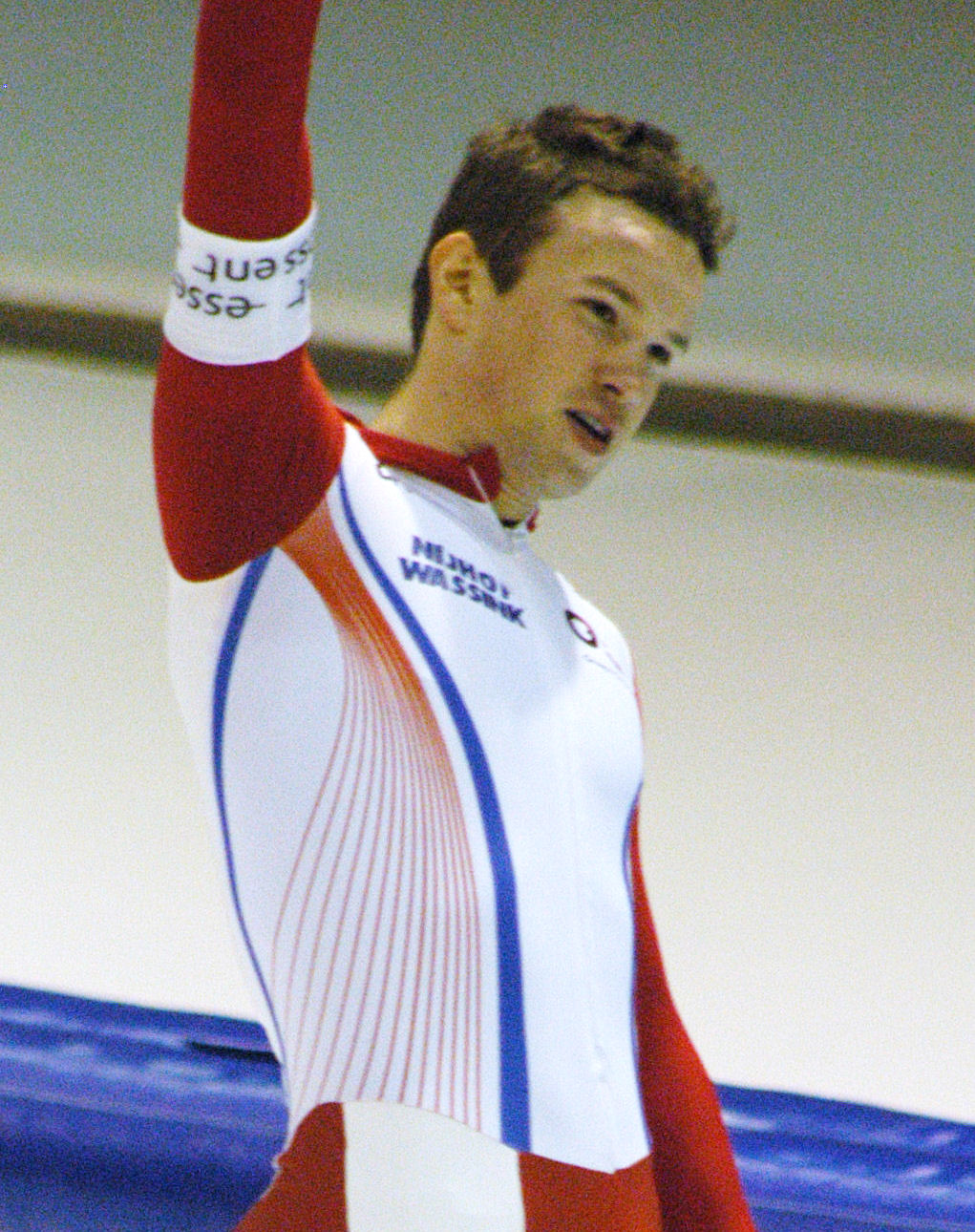
Maciej Ustynowicz beim Weltcup in Heerenveen 2008

Maciej Ustynowicz (* 23. Februar 1983 in Warschau) ist ein polnischer Eisschnellläufer.
Maciej Ustynowicz debütierte im März 2003 im Weltcup. Der Sprinter ist Spezialist auf der nichtolympischen 100-Meter-Strecke. Hier feierte er seine größten Erfolge, unter anderem sein bestes Weltcupergebnis, einen zweiten Platz beim Weltcup in Inzell im Dezember 2005. Bei den Olympischen Spielen 2006 von Turin trat er über 500 Meter (Platz 36) und 1000 Meter (Disqualifikation) an.

## Eisschnelllauf-Weltcup-Platzierungen
| Platzierung | 100 m | 500 m | 1000 m | 1500 m | 3000/5000 m | 5000/10000 m | Team |
| ----------- | ----- | ----- | ------ | ------ | ----------- | ------------ | ---- |
| 1. Platz    |       |       |        |        |             |              |      |
| 2. Platz    | 1     |       |        |        |             |              |      |
| 3. Platz    |       |       |        |        |             |              |      |
| Top 10      | 6     |       |        |        |             |              |      |

(Stand: 10. Dezember 2006)